# L'Amour et un 45
Pour plus de détails, voir Fiche technique et Distribution.
L'Amour et un 45 (Love and a .45) est un film américain réalisé par C. M. Talkington, sorti en 1994.

## Synopsis
Un jeune couple amoureux, Watty Watts (Gil Bellows) et Starlene (Renée Zellweger), planifie un braquage dans une supérette. Le lendemain, ils reçoivent la visite de Creepy Cody (Jace Alexander) et Dinosaur Bob (Jeffrey Combs), des agents de recouvrement pour un gangster local à qui Watty a emprunté de l'argent pour acheter une bague de fiançailles pour Starlene. Ils informent Watty qu'il doit récupérer l'argent très bientôt. S'ensuit la visite de Billy Mack Black (Rory Cochrane), ancien compagnon de prison toxicomane de Watts, qui a un plan pour faire un gros coup. Contre la volonté de Starlene, Watty se joint au complot et le braquage tourne au drame lorsque Billy tire et tue le commis défoncé.
Après le meurtre, Billy pointe son arme sur Watty et le force à aller au restaurant pour prendre son petit-déjeuner, où Billy pointe à nouveau son arme sur Watty. Craignant pour sa vie, Watty attaque Billy avec une fourchette et s'échappe. Il retourne ensuite dans sa caravane et chez Starlene. Il lui demande de l'épouser et lui dit qu'ils doivent fuir au Mexique. Ils reçoivent ensuite la visite de deux policiers, qui tentent de les tuer pour se venger du meurtre et du vol. Starlene parvient à tirer sur l'un des policiers, qui tire accidentellement sur l'autre, et le couple s'échappe.
Ils se dirigent ensuite vers le Mexique, poursuivis par Billy Mack, Bob, Creepy et la police. Les deux sont romancés dans les médias obsédés par le crime et deviennent des célébrités. En chemin, ils s'arrêtent pour voir les parents de Starlene, Thaylene (Ann Wedgeworth) et Vergil (Peter Fonda), qui sont plus tard retrouvés et torturés par Billy, Bob et Creepy, ce qui conduit à une confrontation violente au cours de laquelle tous sont tués sauf Billy.
Billy retrouve Watty et Starlene et tous les trois traversent ensemble la frontière mexicaine. Là, les trois s'engagent dans une confrontation au cours de laquelle Starlene finit par tuer Billy en lui injectant une surdose de speed surpuissant.
Les deux amoureux prennent du liquide que leur a donné le père de Starlene et partent vers le coucher du soleil pour commencer une nouvelle vie.

## Fiche technique
- Titre : L'Amour et un 45
- Titre original : Love and a .45
- Réalisation : C. M. Talkington
- Scénario : C. M. Talkington
- Production : Mark Amin, Andrew Hersh, Darin Scott, Jim Steele
- Musique : Tom Verlaine
- Photographie : Tom Richmond
- Montage : Bob Ducsay
- Décors : Deborah Pastor
- Costumes : Kari Perkins
- Pays d'origine : États-Unis
- Format : Couleurs - 1,85:1 - Dolby Surround - 35 mm
- Genre : Policier, romance et thriller
- Durée : 101 minutes
- Date de sortie : 10 septembre 1994
  - Classification :
- États-Unis : R
- France : Interdit aux moins de 16 ans lors de sa sortie

## Distribution
- Gil Bellows : Watty Watts
- Renée Zellweger : Starlene Cheatham
- Rory Cochrane : Billy Mack Black
- Jeffrey Combs : Dinosaur Bob
- Jace Alexander : Creepy Cody
- Ann Wedgeworth : Thaylene Cheatham
- Peter Fonda : Vergil Cheatham
- Tammy Le Blanc : Stripper
- Wiley Wiggins : Young Clerk
- Jack Nance : Justice Thurman
- Charlotte Ross : Mary Ann
- Michael Bowen : Ranger X
- Scott Roland : Simp
- Todd Conner : Young Cop
- Richard Rothenberg : Camera Store Clerk
- Stopher Finley : Young Kid
- Brad Leland : Armored Truck Driver
- Augustin Solis : Border Guard

## Autour du film
Le film a été tourné à Austin, et à la station-service de Bastrop, au Texas.

## Distinctions
- Nomination aux Film Independent's Spirit Awards pour Renée Zellweger dans la catégorie Best Debut Performance.
- Nomination ai Stockholm Film Festival pour le Bronze Horse.